# Nekrolog 1353
Nekrolog
◄◄
| ◄
| 1349
| 1350
| 1351
| 1352
| 1353 | 1354 | 1355 | 1356 | 1357 | ► | ►►
Weitere Ereignisse | Allgemeiner Nekrolog 1353
Die Beschreibung der verstorbenen Person sollte so kurz wie möglich gehalten sein und nur deren signifikante Tätigkeit(en) enthalten.
Neue Namen ggf. auch unter dem Geburts- und Sterbedatum, also etwa unter 1. Januar und im Geburts- und Sterbejahr (2024) eintragen (nur bei entsprechender großer Wichtigkeit). Für Beispiele siehe die schon vorhandenen Artikel.
Außerdem über die fünf zuletzt Verstorbenen, zu denen es einen ausreichend guten Artikel für eine Präsentation auf der Hauptseite gibt, nach der todesbedingten Überarbeitung der Artikel ggf. auch unter Wikipedia Diskussion:Hauptseite informieren und sie am besten auch in den anderen Wikipedia-Sprachversionen eintragen. Tipp: Regelmäßig bei news.google.de nach „ist tot“, „gestorben“ oder „verstorben“ suchen.
Wenn eine Person gestorben ist, gibt es viele Seiten zu dieser Person in der Wikipedia, die davon auch betroffen sind und entsprechend aktualisiert werden müssen. Beispiele: Namenübersichtsseite, Geburtsjahr, Geburtsort-Seiten und viele mehr.
Wie finde ich die betroffenen Seiten?
Im Suchfeld auf der linken Seite gibt man den Suchbegriff so ein: „Vorname Nachname“. Dann klickt man auf Volltext und alle Seiten mit entsprechendem Suchtext werden aufgerufen. Hier sieht man dann schnell, wo auch das Todesjahr Sinn macht oder sogar ein Teil des Artikels angepasst werden muss. Auch hilft das „Werkzeug“ auf der linken Seite sehr gut, um solche Seiten aufzufinden: „Links auf diese Seite“. Somit ist die Wikipedia wieder aktuell in allen Bereichen! Hinweis: bei Eintragung der Kategorie „Gestorben JAHR“ wird der Missbrauchsfilter 49 ausgelöst, was jedoch nicht schlimm ist. Siehe: Spezial:Missbrauchsfilter/49
Dies ist eine Liste von im Jahr 1353 verstorbenen bekannten Persönlichkeiten. Die Einträge erfolgen innerhalb der einzelnen Daten alphabetisch sortiert. Tiere sind im Nekrolog für Tiere zu finden.

## Februar
| Tag        | Name               | Beruf, bekannt als               | Alter | Beleg |
| ---------- | ------------------ | -------------------------------- | ----- | ----- |
| 2. Februar | Anna von der Pfalz | zweite Frau des Kaisers Karl IV. | 23    |       |

## März
| Tag      | Name                 | Beruf, bekannt als                    | Alter | Beleg |
| -------- | -------------------- | ------------------------------------- | ----- | ----- |
| 11. März | Theognostos von Kiew | Metropolit von Kiew und ganz Russland |       |       |
| 14. März | Konrad von der Mark  | Stifter des Klosters Clarenberg       |       |       |

## April
| Tag       | Name                 | Beruf, bekannt als             | Alter | Beleg |
| --------- | -------------------- | ------------------------------ | ----- | ----- |
| 13. April | Hermann IX.          | Markgraf von Baden (1333–1353) |       |       |
| April     | Thomas de Bourlémont | Bischof von Toul               |       |       |

## August
| Tag    | Name                                | Beruf, bekannt als              | Alter | Beleg |
| ------ | ----------------------------------- | ------------------------------- | ----- | ----- |
| August | William Douglas, Lord of Liddesdale | schottischer Magnat und Militär |       |       |

## September
| Tag          | Name           | Beruf, bekannt als             | Alter | Beleg |
| ------------ | -------------- | ------------------------------ | ----- | ----- |
| 2. September | Friedrich III. | Markgraf von Baden (1348–1353) |       |       |

## Oktober
| Tag         | Name                       | Beruf, bekannt als      | Alter | Beleg |
| ----------- | -------------------------- | ----------------------- | ----- | ----- |
| 4. Oktober  | Rudolf II.                 | Pfalzgraf bei Rhein     | 47    |       |
| 29. Oktober | Konrad Münch von Landskron | Bürgermeister von Basel |       |       |

## November
| Tag          | Name                 | Beruf, bekannt als               | Alter | Beleg |
| ------------ | -------------------- | -------------------------------- | ----- | ----- |
| 25. November | Berthold von Buchegg | Bischof von Speyer und Straßburg |       |       |

## Dezember
| Tag          | Name                        | Beruf, bekannt als                | Alter | Beleg |
| ------------ | --------------------------- | --------------------------------- | ----- | ----- |
| 3. Dezember  | Guillaume d’Aure            | französischer Kardinal            |       |       |
| 21. Dezember | Heinrich III. von Virneburg | Erzbischof und Kurfürst von Mainz |       |       |

## Datum unbekannt
| Tag | Name                             | Beruf, bekannt als                                               | Alter | Beleg |
| --- | -------------------------------- | ---------------------------------------------------------------- | ----- | ----- |
|     | Adolf VII.                       | Graf von Schauenburg                                             |       |       |
|     | John Charlton, 1. Baron Charlton | englisch-walisischer Marcher Lord und Militär                    |       |       |
|     | Dieudonné de Gozon               | 27. Großmeister des Johanniterordens                             |       |       |
|     | Duncan, 9. Earl of Fife          | schottischer Magnat                                              |       |       |
|     | Heinrich Dusemer                 | Hochmeister des Deutschen Ordens (1345–1351)                     |       |       |
|     | Heinrich VI. von Hohenberg       | Fürstabt des Klosters Fulda                                      |       |       |
|     | Kham Hiao                        | König in Rajadharani Sri Sudhana (Luang Prabang)                 |       |       |
|     | Johannes I.                      | Bischof von Leitomischl                                          |       |       |
|     | Stjepan II. Kotromanić           | erster bosnischer Herrscher, der eigene Münzen prägte            |       |       |
|     | Stjepan Lacković                 | Ban von Kroatien, Slawonien und Dalmatien aus dem Hause Lacković |       |       |
|     | Konrad von Lustnau               | Abt im Kloster Bebenhausen                                       |       |       |
|     | Simeon Iwanowitsch               | Fürst von Moskau und Großfürst von Wladimir                      |       |       |
|     | Werner von Urslingen             | schwäbischer Söldner in Italien                                  |       |       |